# Zugkreuzung

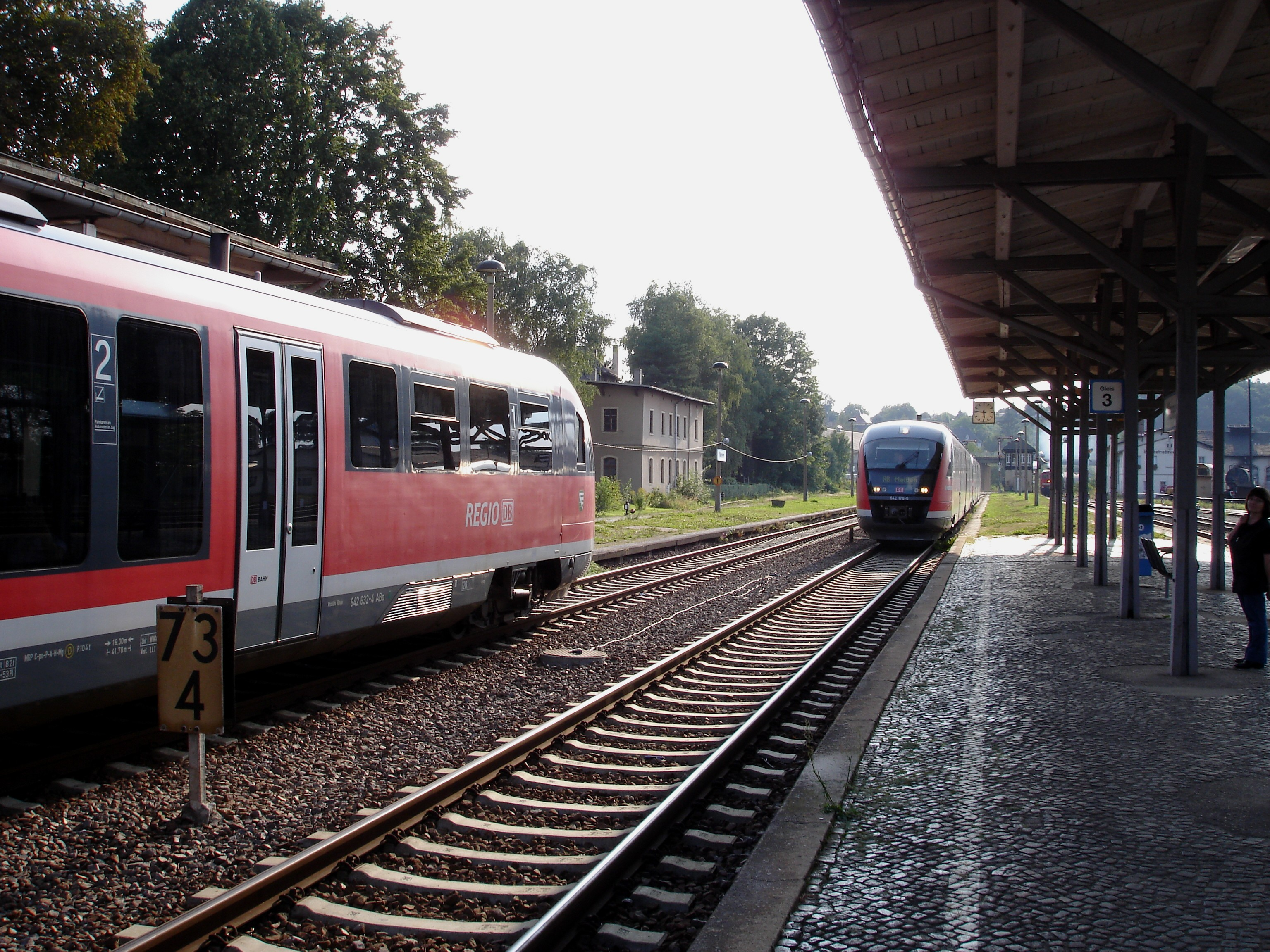
Zugkreuzung im Bahnhof Nossen (2008)

Eine Zugkreuzung (in der Schweiz Zugskreuzung) ist das gefahrlose Treffen zweier in entgegengesetzter Fahrtrichtung fahrender Züge an einer Betriebsstelle, die zuvor bzw. danach denselben Zugfolgeabschnitt beanspruchen.
Wenn zwei Züge auf zweigleisigen Strecken auf unterschiedlichen Gleisen aneinander vorbei fahren ohne zuvor bzw. danach denselben Zugfolgeabschnitt zu beanspruchen, handelt es sich um eine Begegnung. Diese kann auch sicherheitsrelevant sein, wenn sich zum Beispiel überbreite Züge nicht begegnen dürfen oder ein Tunnelbegegnungsverbot besteht. Außerdem kann es Einschränkungen bei der Begegnung nicht druckertüchtigter Züge geben. Ferner kann es verboten sein, dass schnellfahrende Züge Güterzügen begegnen. Sofern ein solches Verbot besteht, müssen die Züge an der vorgelegenen Zugfolgestelle zurückgehalten werden.
Der abkürzende Fachausdruck Kreuzung wird im gesamten deutschen Sprachraum verwendet. Die Verfahren zur sicheren und flüssigen Durchführung von Zugkreuzungen sind in den Fahrdienstvorschriften festgelegt.

## Fahrplan
Bei der Durchführung einer Kreuzung muss in der Regel einer der beiden Züge anhalten und warten, bis der Gegenzug den Kreuzungsbahnhof erreicht hat. Bei der Konstruktion des Bildfahrplanes einer Strecke wird festgelegt, an welchen Orten Züge kreuzen und welcher Zug auf den Gegenzug warten muss. Wo dies für das Zugpersonal relevant ist, ist im Buchfahrplan eines jeden Zuges der Ort der Zugkreuzung und die Nummer des kreuzenden Zuges vermerkt. Auf Nebenbahnstrecken in der Schweiz ist es auch üblich, dass beide beteiligten Züge gleichzeitig langsam in den Kreuzungsbahnhof einfahren und ohne anzuhalten die Fahrt fortsetzen.

## Besondere Formen der Zugkreuzung

### Luftkreuzung
Eine Luftkreuzung liegt dann vor, wenn der Fahrplan so gestaltet ist, dass sich die Züge theoretisch nicht in einem Bahnhof, sondern auf freier eingleisiger Strecke begegnen (sollen). Praktisch ist dies unmöglich, daher müssen sich die Fahrdienstleiter der benachbarten Bahnhöfe über den tatsächlichen Ort der Zugkreuzung im Einzelfall abstimmen.
Bei häufig verspäteten Zügen erlaubt dies eine flexiblere Abwicklung des Betriebs. Allerdings erhöht dieses Verfahren das allgemeine Unfallrisiko, da die Betriebssicherheit damit von der sorgfältigen Dienstausübung der beteiligten Eisenbahner abhängt. Seit dem Frontalzusammenstoß bei Warngau 1975 sind Luftkreuzungen bei der Eisenbahn in der Bundesrepublik Deutschland nicht mehr zulässig. Bei Straßenbahnen hingegen findet dieses Verfahren als Verspätungspuffer im Fahrplan bis heute Verwendung, wobei diese dann mit einer Fahrsignalanlage ausgerüstet sind, die Gegenfahrten signaltechnisch sicher ausschließt.

### Spitze Kreuzung
Die Abfahrt eines Zuges sofort nach der Einfahrt des kreuzenden Gegenzuges wird auch als spitze Kreuzung bezeichnet. Um eine solche Kreuzung auch bei nicht vollautomatisierten Betriebsverfahren zu ermöglichen, gibt es in manchen Fahrdienstvorschriften Regelungen, die das Anbieten eines Zuges in bestimmten Fällen bereits vor der Ankunft des Gegenzuges erlauben, wie etwa das bedingte Annahmeverfahren.

### Fliegende Kreuzungen
Zur Vermeidung zusätzlicher planmäßiger Wartezeiten sollten Taktkreuzungen immer mit einem Verkehrshalt kombiniert werden. Ist dies nicht der Fall, ermöglichen Begegnungsabschnitte oder Doppelspurinseln sogenannte fliegende Kreuzungen bzw. Begegnungen. Begegnungsabschnitte oder Doppelspurinseln sind zweigleisige Streckenabschnitte an ansonsten eingleisigen Strecken und werden durch Überleitstellen oder Bahnhöfe begrenzt. Anders als bei Zugkreuzungen müssen Züge in Begegnungsabschnitten zur Vorbeifahrt nicht planmäßig halten. Der Fahrplan wird dabei so ausgelegt, dass die Fahrstraßen beider Züge in den Begegnungsabschnitt aufgelöst und die aus ihm heraus eingestellt und festgelegt sein müssen, bevor sich die ausfahrenden Züge in Sichtweite des jeweiligen Vorsignals befinden. Entsprechend ist die Mindestlänge eines Begegnungsabschnittes so zu wählen, dass keiner der beiden Züge durch den jeweils anderen behindert wird. Finden in einem Begegnungsabschnitt regelmäßige Verkehrshalte statt, kann dieser kürzer ausfallen.
Durch fliegende Kreuzungen lassen sich kürzere Fahrzeiten erreichen, weil zusätzliche Zeitbedarfe durch Anhalte- und Beschleunigungsvorgänge, Pufferzeiten und Zeiten zur Auslösung und Bildung der Fahrstraßen entfallen. Zudem wird weniger Energie benötigt.
Begegnungsabschnitte werden in der Regel auf eingleisigen, im Taktverkehr bedienten Regionalverkehrs- oder S-Bahn-Strecken eingerichtet.

## Verlegung von Kreuzungen
Im heute weit verbreiteten Taktverkehr finden Zugkreuzungen, von Tagesrandlagen abgesehen, stets an den gleichen Stellen und auf der gleichen Linie zur Symmetrieminute statt.
Bei größerer Verspätung eines Zuges kann es jedoch sinnvoll sein, die Zugkreuzung auf einen anderen, meist den benachbarten Bahnhof zu verlegen. Die Verlegung einer Kreuzung ist nur dann gefahrlos möglich, wenn alle Betroffenen hiervon unterrichtet sind und dies von einem Fahrdienstleiter veranlasst wurde. Um dies sicherzustellen, ist die Verlegung von Kreuzungen in der Fahrdienstvorschrift bis ins Detail geregelt. So muss die Kommunikation zwischen den beteiligten Fahrdienstleitern festgehalten werden, die Kreuzungsverlegung muss in die Zugmeldebücher eingetragen werden, das Zugpersonal wird im Zugleitbetrieb mit schriftlichem Befehl von der Kreuzungsverlegung unterrichtet.

## Voraussetzungen
Zur Abwicklung einer klassischen Zugkreuzung (also an einer einzigen durchgehend eingleisigen Strecke) ist ein Bahnhof erforderlich, der neben dem durchgehenden Hauptgleis noch ein Ausweichgleis besitzt. Im einfachsten Fall ist das ein Stumpfgleis, das mit einer Weiche an die Strecke angebunden ist und in das zum Ausweichen rangiert wird (planmäßig wird diese Minimalausstattung beispielsweise im Bahnhof Goetheweg an der Brockenbahn genutzt). Anzahl, Lage und Ausstattung der Kreuzungsbahnhöfe sind ausschlaggebend für die Leistungsfähigkeit einer Strecke. Bahnhöfe, in denen regelmäßig Kreuzungen stattfinden, verfügen deshalb meist über eine Infrastruktur, die keine Verzögerungen bei der Durchführung der Zugkreuzung verursacht. Dazu gehören ein beidseitig angebundenes Ausweichgleis ausreichender Länge, ferngestellte Weichen und Signale und – sofern die Strecke nicht zentral gesteuert wird – auch örtliches Betriebspersonal. Zugkreuzungen können jedoch auch an Abzweig- und Überleitstellen stattfinden.
Die Einfahrt eines Zuges darf den Gegenzug auch beim Durchrutschen, d. h. bei der Vorbeifahrt am haltzeigenden Ausfahrsignal, nicht gefährden. Die gleichzeitige Einfahrt beider Züge ist bei Eisenbahnen in Deutschland nur dann zulässig, wenn der Durchrutschweg hinter dem Signal lang genug oder mit Schutzweichen gesichert ist. Um eine Zugkreuzung zu beschleunigen, können die Durchrutschwege so lang bemessen sein, dass beide Züge gleichzeitig in den Bahnhof einfahren können. In diesem Fall ist die Zugkreuzung, sofern keiner der beiden Züge verspätet ist, nicht mit zusätzlichen Wartezeiten verbunden.